# Museo del Vidrio (México)
El Museo del vidrio es un museo ubicado en la ciudad mexicana de Monterrey, Nuevo León. En sus salas se pueden apreciar piezas en cristales naturales prehispánicos, vidrio colonial, vidrio popular, una botica del siglo XIX, el salón de vitrales, los inicios de la industria, y, en el ático, la galería de arte contemporáneo y de exposiciones temporales.

## Historia
En 1992 el Museo del vidrio abre sus puertas al público con la firme misión de preservar, conservar y difundir el patrimonio nacional en vidrio, así como fomentar el aprecio por el arte en vidrio en México.
El edificio de tres pisos que ocupa actualmente el museo fue terminado en 1909 para funcionar como las primeras oficinas generales de Vidriera Monterrey, hoy Vitro. El proyecto estuvo a cargo de don Roberto G. Sada, pionero de la industria del vidrio en México.
El museo cuenta en su primer nivel con el tradicional vidrio europeo de los siglos XVI al XIX, la llegada de este al continente Americano y su comparación con la producción europea. El vidrio pulquero, de origen mexicano, es otro de los atractivos que se encuentran en este piso.
El segundo nivel está dedicado al vidrio popular e industrial. En sus salas se pueden apreciar varios ejemplares de vidrio artesanal, producidos tanto por autores anónimos como por nombres reconocidos. En el mismo piso se exhiben una tradicional botica del siglo XIX y una serie de ejemplares de vidrio farmacéutico de la época. Finalmente, como última parte del recorrido de esta sección, se dedican tres salas al vidrio industrial en México.
El ático del museo, en el tercer nivel, en un principio utilizado como sala de exposiciones temporales, alberga actualmente la colección permanente de arte contemporáneo en vidrio, integrada por obras de artistas locales, nacionales e internacionales.